# Биркенбаум, Кристина Регина фон
Кристина Регина фон Биркенбаум (Christina Regina von Birchenbaum, также Börkenbohm) — финская поэтесса XVII века. Хотя некоторые учёные подвергают сомнению само её существование, она считается первой поэтессой Финляндии, писавшей на шведском языке.

## Биография
Имя Кристины Регины фон Биркенбаум известно по единственному стихотворению на шведском языке, «En annan ny visa» («Ещё одна новая песнь»). Долгое время это стихотворение приписывалось шведскому поэту Ларсу Виваллиусу, однако текст представляет собой акростих, первые буквы которого образуют имя поэтессы. Единственный существующий экземпляр, на котором стоит дата 24 июля 1651 года, хранится в библиотеке Линчёпинга.
Стихотворение состоит из 29 строф из восьми стихов. Акростих (C-H-R-I-S-T-I-N-A R-E-G-I-N-A V-O-N B-I-R-C-H-E-N-B-A-U-M) образуют начальные буквы каждой строфы. В стихотворении рассказывается, от первого лица, история женщины. Родом из Карелии, она влюбилась в офицера, вышла за него замуж и во время Тридцатилетней войны последовала за ним в Германию, где долго разыскивала его, лишь чтобы узнать о его гибели в бою. На целых семнадцать лет вдова забыла о земных радостях, но потом полюбила вновь. Её избранником стал молодой дворянин, однако сплетни и друзья-предатели разлучили их, после чего единственным её утешением стали мысли о небесном женихе.
Принято считать, что Кристина Регина фон Биркенбаум — автор стихотворения, однако нет никаких свидетельств того, что она действительно происходила из Карелии или Финляндии, тем более что её имя этого не предполагает. Несомненно, однако, что женщина с таким именем действительно жила в середине XVII века. В Национальном архиве Швеции хранятся два письма, адресованные Магнусу Габриэлу Делагарди (Magnus Gabriel De la Gardie) и подписанные этим именем. В них также говорится о нищете и невзгодах, пережитых ею в годы вдовства. В последней строчке названо имя покойного супруга: Аксель Паули Лильенфельдт (Axel Paulij Liljenfeldt). Однако единственный из известных носителей фамилии того времени умер в 1662 году, то есть через одиннадцать лет после предполагаемой даты написания стихотворения. Следовательно, в стихотворении речь идёт о другом лице или о вымышленном персонаже. Более того, авторство Кристины Регины фон Биркенбаум также нельзя считать доказанным, так как стихотворение могло быть написано о ней или для неё другим человеком. Тем не менее, стихотворение «En annan ny visa» является важным документом эпохи, имеющим несомненное значение для литературы и истории Скандинавии.